# Colombie aux Jeux mondiaux de 2013
Cet article contient des informations sur la participation et les résultats de la Colombie, pays organisateur des Jeux mondiaux de 2013 qui se déroulent à Cali.

## Médailles

### Or
| Sport              | Discipline                             | Sportifs                                                 |
| Médailles d'or : 8 |                                        |                                                          |
| Danse sportive     | Salsa                                  | Adriana Avila Molina Jefferson Andres Benjumea Merolanda |
| Karaté             | Kumite −60 kg Homme                    | Andrés Rendón (en)                                       |
| Karaté             | Kumite −67 kg Homme                    | Jose Guillermo Ramirez Gutierrez                         |
| Karaté             | Kumite −61 kg Femme                    | Lina Marcela Gómez Alzate                                |
| Roller de vitesse  | Piste - 300 m Contre la montre - Homme | Pedro Causil                                             |
| Roller de vitesse  | Piste - 500 m Sprint - Femme           | Yersi Puello (es)                                        |
| Roller de vitesse  | Piste - 1 000 m Sprint - Homme         | Andrés Muñoz                                             |
| Roller de vitesse  | Route - 500 m Sprint -Homme            | Pedro Causil                                             |

### Argent
| Sport                   | Discipline                                     | Sportifs |
| Médailles d'argent : 13 |                                                | |
| Karaté                  | Kumite −68 kg Femme                            | Ana Maria Escandon Loaiza |
| Nage avec palmes        | Relais 400m surface Hommes                     | Equipe de Colombie Juan David Duque JimenezMauricio Fernandez Castillo (ru) Juan Fernando Ocampo Lozada Leonidas Romero Rivera |
| Racquetball             | Simple Femme                                   | Cristina Amaya (en) |
| Roller de vitesse       | Piste - 300 m Contre la montre - Homme         | Andrés Muñoz |
| Roller de vitesse       | Piste - 300 m Contre la montre - Femme         | Paloa Segura |
| Roller de vitesse       | Piste - 500 m Sprint - Femme                   | Paloa Segura |
| Roller de vitesse       | Piste - 10 000 m Élimination et points - Femme | Rommy Muñoz (no) |
| Roller de vitesse       | Piste - 15 000 m Élimination - Homme           | Jorge Luis Cifuentes (es) |
| Roller de vitesse       | Route - 200 m Contre la montre - Homme         | Andrés Muñoz |
| Roller de vitesse       | Route - 200 m Contre la montre - Femme         | Yersi Puello (es) |
| Roller de vitesse       | Route - 500 m Sprint - Homme                   | Andrés Muñoz |
| Roller de vitesse       | Route - 10 000 m Course à point - Homme        | Jorge Luis Cifuentes (es) |
| Roller de vitesse       | Route - 10 000 m Course à point - Femme        | Rommy Muñoz (no) |
|                         |                                                | |

### Bronze
| Sport                                        | Discipline                           | Sportifs |
| Médailles de bronze : 10 (+ 1 démonstration) |                                      | |
| Tir à l'arc                                  | Arc à poulies - Femmes               | Sara Lopez |
| Ju-Jitsu                                     | -62 kg Hommes                        | Alzate Cortes |
| Nage avec palmes                             | 50m apnée Homme                      | Mauricio Fernandez Castillo (ru) |
| Nage avec palmes                             | 100m surface Femme                   | Grace Fernandez Castillo |
| Roller artistique                            | Individuel Femmes                    | Nataly Otalora |
| Roller artistique                            | Équipes danse mixte                  | Leonardo Parrado Marcela Cruz |
| Squash                                       | Simple Messieurs                     | Miguel Ángel Rodríguez |
| Roller de vitesse                            | Piste - 1 000 m Sprint - Homme       | Pedro Causil |
| Roller de vitesse                            | Piste - 15 000 m Élimination - Femme | Rommy Muñoz (no) |
| Roller de vitesse                            | Route - 20 000 m Élimination - Femme | Rommy Muñoz (no) |
| Softball (dem.)                              | Femme                                | Colombie- Mayra Espitaleta - Vianys Garcia - Olga Mazo - Jennifer Garcia - Yanitsa Mengual - Darlys Perez - Monica Garcia - Alexis Camelo - Alysia Camelo - Erika Diaz - Beatriz Cudriz - Kerling Guzman - Libis Hurtado - Maria Lambrano - Ibeth Perez - Luz Perez |